# Cảng Mongla
Hải cảng Mongla là cảng biển sầm uất thứ hai của Bangladesh. Nó nằm ở huyện Bagerhat ở phía tây nam của đất nước; và nằm cách bờ biển Vịnh Bengal 62 km về phía bắc. Mongla là một trong những cảng chính của vùng đồng bằng Bengal. Mongla nằm cách thành phố Khulna 48 km, một trung tâm công nghiệp khu vực. Do sự tắc nghẽn càng ngày càng tăng tại cảng lớn nhất của Bangladesh ở hải cảng Chittagong, nhiều công ty vận tải biển quốc tế đã chuyển sang Mongla để thay thế.
Mongla là cửa ngõ cho các tàu du lịch đi tham quan hai Di sản Thế giới của UNESCO trong khu vực, bao gồm Sundarban và Thành phố Hồi giáo lịch sử Bagerhat.

## Lịch sử

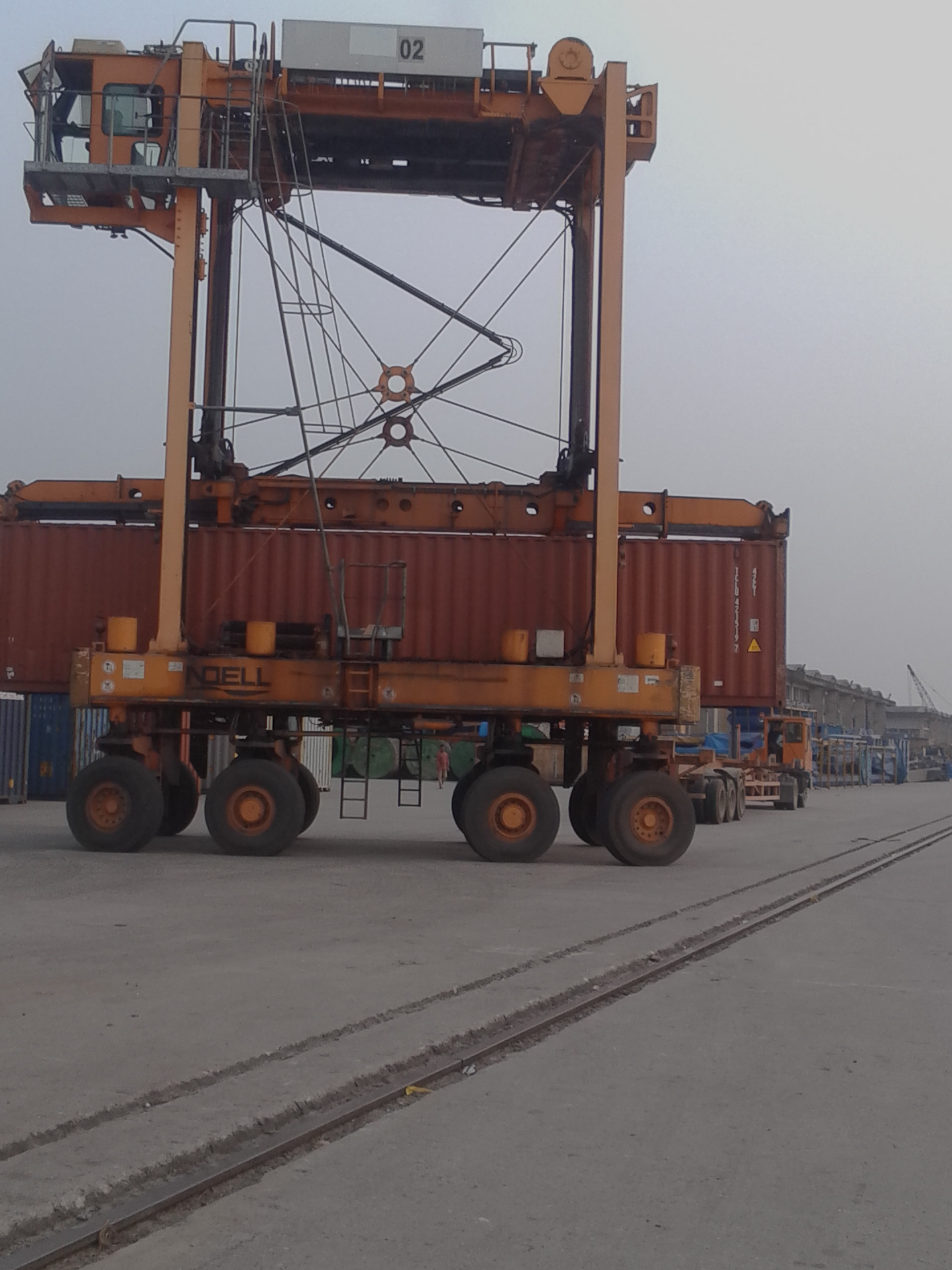
Xe chở container đang làm việc

Cảng được thành lập năm 1950 để phục vụ cho vùng tây nam của Đông Bengal. Ban đầu nó được gọi là cảng Chalna.

## Địa lý
Nó tọa lạc trước đây tại Chalna, khoảng 11 dặm (18 km) ở thượng nguồn trên sông Pasur nhưng nó bây giờ nằm 48 km về phía nam của thành phố Khulna, lúc thành lập vào ngày 11 tháng 12 năm 1954. Cảng được bao bọc và bảo vệ bởi rừng ngập mặn Sundarban. Cảng nằm ở hợp lưu sông Pasur và sông Mongla. Nó nằm cách Vịnh Bengal khoảng 100 km về phía bắc.

## Dịch vụ tàu biển
Vào năm 2015-16, 636 tàu đã sử dụng cảng Mongla. Mongla được kết nối với hầu hết các cảng lớn trên thế giới, đặc biệt là các cảng châu Á. Hàng trăm tàu sử dụng cảng mỗi năm, hầu hết đều đi qua Singapore, Hồng Kông và Colombo. Mongla cũng nối liền với hầu hết các cảng nội địa ở Bangladesh, bao gồm Cảng Dhaka và Cảng Narayanganj.
Sau thỏa thuận vận chuyển biển với Ấn Độ, Mongla có tuyến vận chuyển trực tiếp với Cảng Kolkata thuộc bang Ấn Độ lân cận Tây Bengal. Một thỏa thuận vận chuyển biển cũng đã được ký kết với Thái Lan.